# Qatar Stars League
Qatar Stars League, kendt som Expo Stars League af sponsormæssige årsager, er den bedste fodboldrække for herrer i Qatar. Ligaen blev oprettet i 1972.

## Nuværende klubber
| Klub        | Lokation  | Mesterskaber |
| ----------- | --------- | ------------ |
| Al-Ahli     | Doha      | 0            |
| Al-Arabi    | Doha      | 7            |
| Al-Duhail   | Doha      | 8            |
| Al-Gharafa  | Doha      | 7            |
| Al-Markhiya | Doha      | 0            |
| Al-Rayyan   | Al-Rayyan | 8            |
| Al-Sadd     | Doha      | 16           |
| Al-Shamal   | Al-Shamal | 0            |
| Al-Wakrah   | Al-Wakrah | 2            |
| Muaither    | Doha      | 0            |
| Qatar SC    | Doha      | 8            |
| Umm Salal   | Umm Salal | 0            |
| Kilde:      |           |              |